# لويس مانويل غارسيا
لويس مانويل غارسيا (بالإسبانية: Luis Manuel García)‏ (31 ديسمبر 1992 في المكسيك - ) هو لاعب كرة قدم مكسيكي في مركز حراسة المرمى. لعب مع نادي تشياباس.

## وصلات خارجية
- لويس مانويل غارسيا على موقع قاعدة بيانات كرة القدم.إي يو (الإنجليزية)
- لويس مانويل غارسيا على موقع Soccerway.com (الإنجليزية)
- لويس مانويل غارسيا على موقع AS.com (الإسبانية)